# 查尔斯·科伯恩
查尔斯·杜維爾·科伯恩（英語：Charles Douville Coburn，1877年6月19日—1961年8月30日），美国男演员，曾获奥斯卡最佳男配角奖。